# Comtat d'Eifel
El comtat d'Eifel fou una jurisdicció feudal d'Alemanya (Germània) situat a la Ripuària.
En cartes entre 844 i 856 s'esmenta un comte a Eifel anomenat Matfred (II) emparentat (però segurament no fill) amb Matfred d'Orleans (Matfred I); un carta datada el 846 fa referència a propietat a Jülich i també s'esmenta a Matfrid encara que no es pot assegurar que sigui com a comte de Jülich. Matfred ja és esmentat com a comte el 15 de desembre del 843 quan sol·licitava de Lotari I la donació de certes terres al pagus Lugdunense (Lió) al vassall Immoni. Com a comte d'Eifel s'esmenta en cartes de 17 de febrer del 844, 7 de maig del 846, 28 de gener del 855, 28 de juny del 856; en un acord entre Carles II el Calb i Lluís el Germànic del juny del 860 apareix en una relació de nobles (Chuonradus, Evrardus, Adalardus, Arnustus, Warnarius, Liutfridus, Hruodolfus, Erkingarius, Gislebertus, Ratbodus, Arnulfus, Hugo, item Chuonradus, Liutharius, Berengarius, Matfridus, Boso, Sigeri, Hartmannus, Liuthardus, Richuinus, Wigricus, Hunfridus, Bernoldus, Hatto, Adalbertus, Burchardus, Christianus, Leutulfus, Hessi, Herimannus també Hruodulfus, i Sigehardus). En el tractat de Meerssen del 8 d'agost del 870 s'atribuïen a Llúis el Germànic cinc comtats de Ripuaria. Vanderkindere pensa que aquestos cinc comtats foren Jülich (comtat de Jülich), Zülpich, Eifel, Bonn i Colònia. En un document del 14 de juny del 877 probablement redactat per Carles II el Calb quan ja veia la mort propera, esmenta a Matfred i altres nobles als que demana donar suport al seu fill si viatjava en el futur a la zona del Mosa. El 878 el Papa Joan VIII l'esmenta en una carta com Mactefrido illustri comiti. Apareix per darrer cop subscrivint una carta de donació de 18 de setembre del 882. Així doncs va mantenir el càrrec durant el domini de França a Lotaríngia (870-880).
El següent comte esmentat fou Albuí que està testimoniat en una donació de Zuentibold el 16 d'octubre del 898, en una carta de confirmació de Lluís IV d'Alemanya el 18 de gener del 908 i en donació de 15 d'octubre del 910.
El comtat d'Eifel té llavors un buit. Una carta datada el 15 de juny del 943, esmenta el pagus Heflinse in comitatu Tulpiciacensi el que indicaria que Eifel (Heflinse) havia estat unit a Zulpich (Tulpiciacensi) però no es pot afirmar que aquesta situació s'hagués produït ja vers 910.

## Nota
1. ↑  Léon Vanderkindere, La Formation territoriale des principautés belges au Moyen Âge, 1902, accessible a (pdf)